# Kerkhof van Faumont
Het Kerkhof van Faumont is een gemeentelijke begraafplaats in de Franse gemeente Faumont in het Noorderdepartement. Het kerkhof ligt in het dorpscentrum rond de Église Saint-Roch.

## Britse oorlogsgraven
Op het kerkhof bevinden zich drie Britse oorlogsgraven van gesneuvelden uit de Tweede Wereldoorlog. De drie graven zijn geïdentificeerd en worden onderhouden door de Commonwealth War Graves Commission. In de CWGC-registers is het kerkhof opgenomen als Faumont Churchyard.